# Iberisk blåskata
Iberisk blåskata (Cyanopica cooki) är en fågel i familjen kråkfåglar som enbart förekommer på Iberiska halvön. Fågeln betraktades tillsammans med den östasiatiska arten östlig blåskata tidigare utgöra en och samma art med det svenska namnet blåskata (Cyanopica cyanus).

## Kännetecken

### Utseende
Iberisk blåskata är en 31–35 centimeter lång fågel som i stort liknar en liten skata (Pica pica), men är slankare och har proportionellt mindre ben och näbb. I skugga ses ofta stark kontrast mellan svart hätta och vit strupe på en gråbrun fågel. I solljus syns dock en mycket vacker ljusblå färg på stjärt och vingar. Ryggen är brunrosa medan bröst och buk är beigetonade. Har en skatlik flaxande flykt, men ter sig smidigare och lättare.

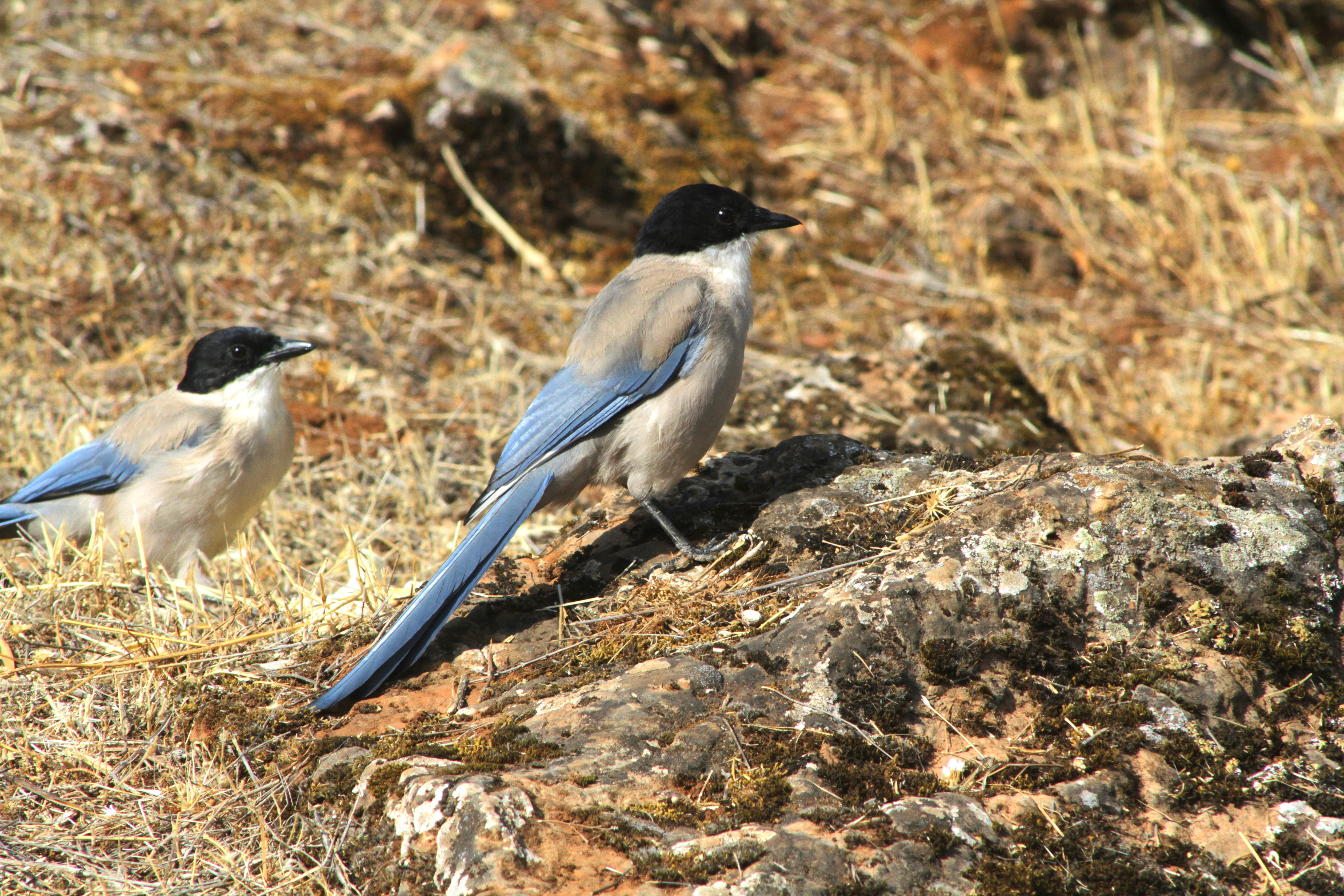

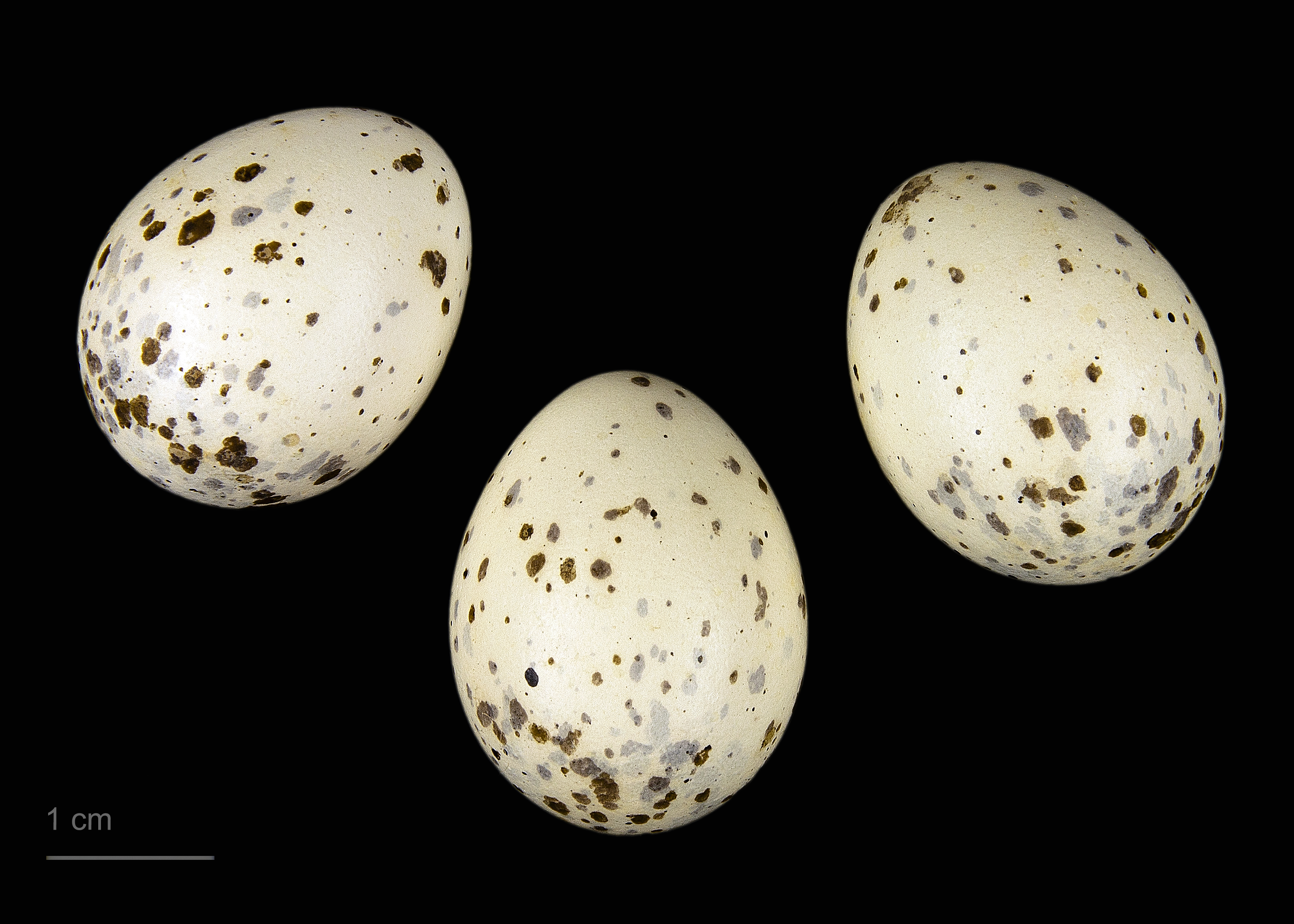
Cyanopica cooki

### Läte
Iberisk blåskata har flera olika lockläten, vanligast är ett ljust, nasalt och uppåtböjt "vrryiih", men även ett ljust "kui" och kvidande "vih-e" hörs. Varningslätet är ett utdraget knattrande "krrrrr...". Sången är sällan hörd och därför dåligt känd, ett gnissligt och lågmält kvitter.

## Utbredning och systematik
Iberisk blåskata är en av Europas få endemiska fågelarter med utbredning endast på Iberiska halvön i Spanien utom i norr och öster samt i östra och södra Portugal. Fossila fynd avslöjar också att arten även förekommit i Gibraltar.
Fram tills nyligen behandlades iberisk och östasiatiska arten östlig blåskata (C. cyanus) som en och samma art, då med det svenska namnet blåskata (C. cyanus), och vissa gör det fortfarande. Länge förbryllade den märkliga utbredningsluckan mellan Iberiska halvön och Östra Asien hos arten blåskata. Det spekulerades i att portugisiska sjöfarare skulle ha tagit med sig exemplar av fågeln från Kina till Portugal där de etablerade en friflygande population. År 2000 hittades dock fossila fynd av arten i Gibraltar som var minst 40.000 år gamla. Senare DNA-studier  visar att de båda populationerna skildes åt för mer än en miljon år sedan. En teori är att det under pliocen fanns ett savannartat bälte hela vägen från Iberiska halvön till östra Asien, men att istider medförde biotopförändringar som isolerade de båda populationerna. Faktum är att det finns ett antal artpar med nästan lika stor utbredningslucka, exempelvis vit stork/amurstork, järnsparv/japansk järnsparv och grönfink/orientgrönfink.
Idag behandlar de flesta taxonomiska auktoriteter iberisk och östlig blåskata som skilda arter. Den senare skiljer sig från den förra i att vara något större med framför allt längre, vitspetsad stjärt, mer duvgrå än brunrosa fjäderdräkt samt avvikande läten. Den verkar också skilja sig ekologiskt, där östlig blåskata i mycket större utsträckning går in i städer.

## Levnadssätt
Iberisk blåskata påträffas i skogar med pinje, korkek, stenek, olivträd, ask, eukalyptus och andra träd. Den är vaksam och rätt skygg till sättet. Boet placeras perifert i en stenekskrona. Utanför häckningstid ses den i familjegrupper eller större sällskap på jakt efter insekter och bär.

## Status och hot
Arten har ett stort utbredningsområde och en stor population, och tros öka i antal. Utifrån dessa kriterier kategoriserar internationella naturvårdsunionen IUCN arten som livskraftig (LC). Världspopulationen uppskattas till 260 000-460 000 häckande par.

## Namn
Fågelns vetenskapliga artnamn hedrar Samuel Edward Cook (1787-1856), brittisk geolog, naturforskare och samlare av specimen.